# 沖縄県道155号線
沖縄県道155号線（おきなわけんどう155ごうせん）は沖縄県中頭郡西原町小波津と那覇市首里石嶺町とを結ぶ一般県道。

## 概要

### 区間
- 起点：中頭郡西原町字小波津（沖縄県道38号浦添西原線）
- 終点：那覇市首里石嶺町（沖縄県道29号那覇北中城線）
- 総延長：5.03km（実延長も同じ）

### 通過自治体
- 中頭郡西原町－那覇市

### 交差する道路
- 沖縄県道38号浦添西原線（起点・西原町翁長-バイパス起点）
- 沖縄自動車道（西原町池田・通過のみ）
  - 西原ジャンクション（同・通過のみ）
- 那覇空港自動車道（国道506号）（同・通過のみ）
- 沖縄県道29号那覇北中城線（終点）

### バイパス
- 西原町翁長 - 池田
- 西原町池田 - 那覇市首里石嶺町（一部県道29号の旧道を改良）

## 歴史・特徴
- 1953年（昭和28年）に琉球政府道小波津首里線として指定。1965年（昭和40年）に政府道155号線となり、1972年（昭和47年）の本土復帰と同時に県道155号線となる。
- もともと道路状況がよくなく、道幅が狭いところもある。そのため起点部と終点部にバイパスを新設するとともに全線改良している。